# جورج همیلتون، یکمین ارل اورکنی
جورج همیلتون، یکمین ارل اورکنی (انگلیسی: George Hamilton, 1st Earl of Orkney; ۹ فوریهٔ ۱۶۶۶ – ۲۹ ژانویهٔ ۱۷۳۷) فرد نظامی اهل بریتانیا بود. وی همچنین برندهٔ جوایزی همچون نشان گل خار شده‌است.